# Богополь (городище)
44°14′37″ с. ш. 135°27′33″ в. д.
Богополь — долинное городище, которое находится на юго-восточной окраине села Богополь Кавалеровского района Приморского края РФ, расположено на левом берегу реки Зеркальной. Название городищу дано по близлежащему селу Богополь.

## Описание
Городище, площадью 0,2 га, в плане представляет вид трапеции с ориентацией сторон по сторонам света. Укрепление окружено внешним и внутренним валами и рвами. Высота валов до 1,5 м, ширина: по гребню 1—1,5 м, в основании 3—5 м; глубина рвов 1—1,5 м, ширина 1,5—3 м. Основание валов каменное. Сами валы сложены из скального камня и земли. В западной части имеется двухметровый разрыв для ворот. Валы сохранились частично с трёх сторон: с западной, северной и восточной. Внутренняя площадка выравнена насыпным грунтом. В центральной части просматриваются две жилищные западины размером 4×5 м. Керамика, представленная посудой, относится к типу бохайской культуры. Характеристика городища: тип — долинное; форма — трапециевидное; по площади — малое; по фортификации — безбашенное; планиграфия — простая, нетеррасированная, без внутреннего города; назначение — жилое оборонительно-сторожевое укрепление.
Местное аборигенное население Приморья в конце I тысячелетия до н. э. — I тысячелетия н. э. освоило только строительство простого мысового типа оборонительных укреплений. Строительство укреплений подобного долинного типа была присуща равнинным укреплениям Китая, которые имели чётко выдержанную планировку стен. Такие городища на российском Дальнем Востоке появились только после создания Бохайского государства (698—926). Вероятнее всего бохайцы заимствовали у китайцев этот тип строительства. Долинный тип, безбашенность укреплений, очень малая доля вооружений в археологических материалах, планиграфия говорят об отсутствии у Бохайского государства внешних врагов и о его первоначально мирном характере освоения Северо-Восточного Приморья. Такие городища предназначались как форпосты или административно-территориальные центры «округов подавления» для управления населением и территорией.